# Kriegsehrenkreuz (Ehrenbund deutscher Weltkriegsteilnehmer)

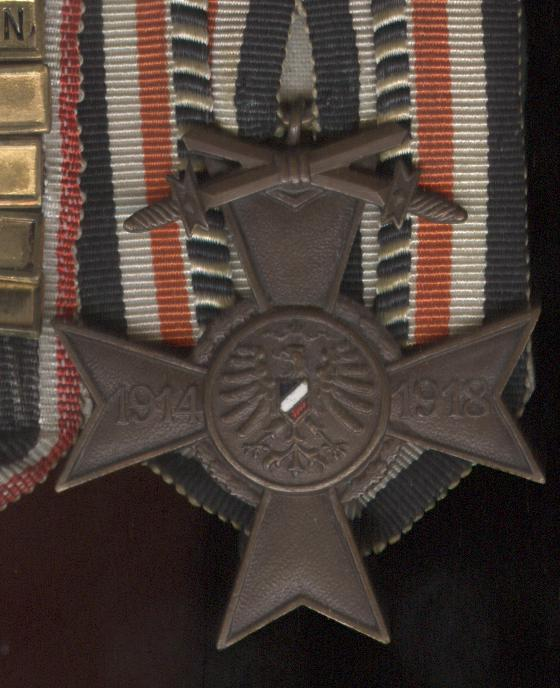
Kriegsehrenkreuz
vom „Ehrenbund deutscher Weltkriegsteilnehmer“, mit Schwertern; Vorderseite.

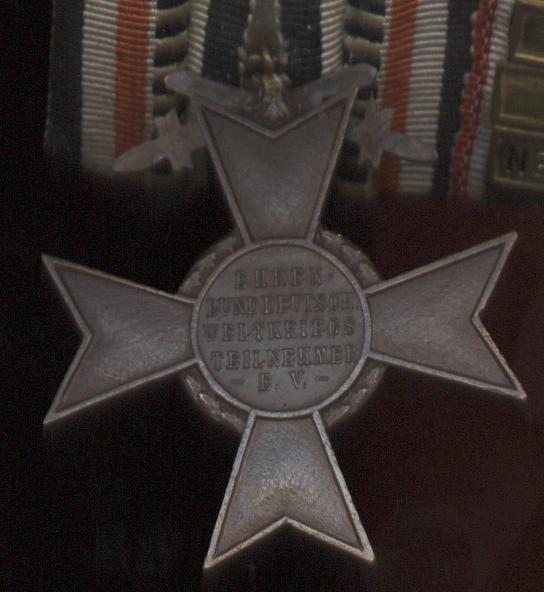
Rückseite der Dekoration.

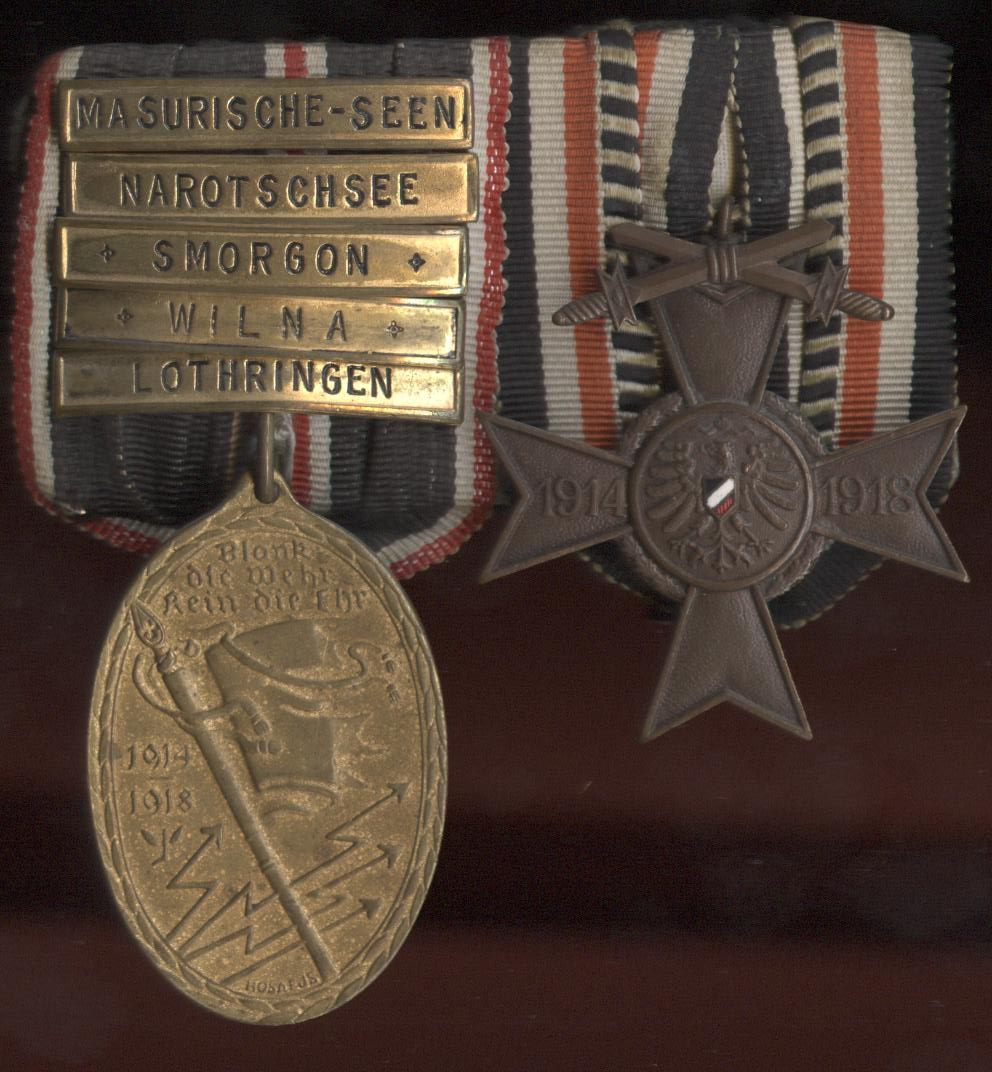
Das Kriegsehrenkreuz montiert an großer Ordensschnalle (rechts). Links die Kyffhäusermedaille 1914–18 mit Gefechtsspangen.

Das Kriegsehrenkreuz vom Ehrenbund deutscher Weltkriegsteilnehmer ist eine nichtstaatliche deutsche Weltkriegs-Gedenk-Auszeichnung, aus der Zeit der Weimarer Republik.

## Vorgeschichte
Aus verschiedenen politischen Gründen unterblieb im Deutschen Reich die Stiftung eines offiziellen Erinnerungszeichens an den Weltkrieg 1914–18, wogegen die meisten anderen Staaten (auch der Verliererseite) entsprechende Ehrenzeichen schufen. Hierdurch entstand in Deutschland ein starkes Vakuum, da auch von den deutschen Kriegs-Veteranen ein solches Ehrenzeichen gewünscht wurde.
Diese Lücke füllten zahlreiche kleinere und größere Verbände mit privaten Stiftungen von Weltkriegsehren- und Erinnerungszeichen aus, zu denen auch das Kriegsehrenkreuz vom Ehrenbund deutscher Weltkriegsteilnehmer gehört. Viele dieser Verbände waren mitgliederstarke Veteranenvereinigungen, andere mehr Vereine lokaler Natur, es gab sogar solche die nur zu dem Zweck gegründet wurden, ein entsprechendes Ehrenzeichen zu verausgaben. Bedarf für solche Dekorationen war überreich vorhanden und es verband sich damit ein lukratives Geschäft.
Oft sind diese Auszeichnungen sehr kunstvoll gestaltet; gediegener und prächtiger – da selbst bezahlt – als es ein staatliches Erinnerungszeichen je hätte sein können. Alle diese nichtoffiziellen Weltkriegs-Ehrenzeichen wurden mit der Stiftung des (recht bescheiden und nur einseitig geprägten) staatlichen Ehrenkreuzes des Weltkrieges, 1934/35 verboten. Ihre Verleihung wurde spätestens zu diesem Zeitpunkt eingestellt, das weitere Tragen war verboten. Faktisch wurden sie jedoch oft mit stillschweigender Duldung neben den offiziellen Orden und Ehrenzeichen weitergetragen.

## Stiftung und Verleihung
Der am 13. Februar 1925 gegründete und in München 23, Ungererstraße 30, ansässige „Ehrenbund deutscher Weltkriegsteilnehmer e.V.“ stiftete mit unbekanntem Datum ein Kriegsehrenkreuz. Um das Ehrenkreuz zu erwerben, musste man der Vereinigung als Mitglied beitreten. Diese gab zu der Auszeichnung bekannt:

„Der Bund verleiht an seine Mitglieder, nach Vorlegung der Militärpapiere, auf Antrag, durch das Großmeisteramt, ein Kriegsehrenkreuz mit Schwertern für Frontkämpfer, ohne solche für Etappen- und Hilfsdienste. “

Trageberechtigt waren demnach alle deutschen Soldaten, welche am Weltkrieg teilgenommen hatten und dem „Ehrenbund deutscher Weltkriegsteilnehmer e.V.“ angehörten. Die Frontkämpfer unter ihnen bekamen auf Antrag das Kreuz mit aufgelegten Schwertern. Das Ehrenkreuz wurde mit einer Urkunde verliehen und war kostenpflichtig.

## Aussehen
Die einstufige Auszeichnung ist kupferfarben und hat die Form eines Malteserkreuzes mit schmaler, erhabener Randeinfassung. Oben ist ein Tragering für das Band. Die Dekoration hat eine Länge und Breite von 4 cm, mit aufgelegten Schwertern ist sie nach oben um ca. 0,5 cm höher.

### Vorderseite
Im Zentrum der kaiserliche Reichsadler mit Krone, dessen Mittelschild diagonal schwarz/weiß/rot emailliert ist. Das Zentrum ist von einem schmalen Eichenlaubkranz eingefasst. Auf den beiden waagerechten Kreuzarmen die Jahreszahlen (links)  1914; (rechts) 1918.
Bei den Kämpferkreuzen sind oben, unterhalb des Trageringes, zwei gekreuzte Schwerter aufgesetzt.

### Rückseite
Im von einem Eichenlaubkranz eingefassten Zentrum die Inschrift: EHRENBUND DEUTSCH. WELTKRIEGSTEILNEHMER – E.V. -. Sonst keine Beschriftung oder Darstellung.

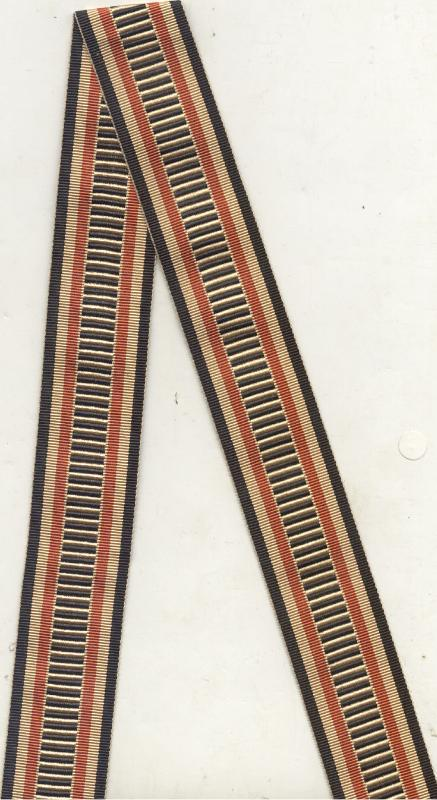
Separataufnahme vom zugehörigen Trageband des Ehrenzeichens.

## Trageweise
Getragen wurde die Auszeichnung auf der linken Brust, an einem Band, das rechts und links als einfassende Kante, die in Trikolorenform nebeneinanderliegenden Nationalfarben schwarz/weiß/rot zeigt. Mittig dazwischen, ein in den preußischen Farben schwarz/weiß geleiterter Streifen.

## Besonderes
Der „Ehrenbund deutscher Weltkriegsteilnehmer e.V.“ und das mit ihm verbundene Kriegsehrenkreuz wurden 1925 in Konkurrenz zur wesentlich bekannteren „Deutschen Ehrenlegion“ und ihrer weit verbreiteten Deutschen Ehrendenkmünze des Weltkriegs gegründet, nachdem sich der im Exil lebende Kaiser davon distanziert hatte.
Der „Ehrenbund deutscher Weltkriegsteilnehmer e.V.“ verausgabte ein eigenes Bundesblatt als Vereinszeitschrift.